# Château de Scaleby
Le château de Scaleby est situé dans le village de Scaleby, Cumbria, en Angleterre. Il est construit au début du XIVe siècle et agrandi au XVe siècle pour former une fortification importante. Les troupes parlementaires attaquent le château à deux reprises pendant la guerre civile anglaise et l'incendient. Il est ensuite restauré pour former une maison de campagne.

## Histoire
Robert de Tilliol construit le château de Scaleby après 1307, à côté du village de Scaleby, 6 milles (9,656064 km) de Carlisle. Les Tilliol sont une famille bien établie dans la région depuis le règne d'Henri Ier, et Robert reçoit le terrain pour le château d'Édouard Ier et le pouvoir de construire un château d'Édouard II. Le château initial comprend deux ensembles de bâtiments, reliés par une petite cour et protégés par une courtine des deux côtés, entourés d'un grand fossé circulaire rempli d'eau d'environ 7,4 mètres (24,27821526 pi) de large, et un fossé intérieur, depuis en grande partie détruit.
La lignée masculine Tilliol s'éteint en 1435 ; le château passe ensuite par mariage à la famille Colville. Ils reconstruisent une grande partie du château à la fin du XVe siècle, notamment en remodelant la tour Pele, la grande salle et le portail, complétés par une barbacane polygonale. La tour Pele forme une fortification importante, d'environ 40 pieds (12,192 m) de 30 pieds (9,144 m) de travers, avec trois étages et des murs épais. La famille Musgrave acquiert le château et Edward Musgrave reconstruit la partie sud du château en 1596.
En 1641, la guerre civile anglaise éclate entre les partisans royalistes de Charles Ier et le Parlement. Le petit-fils d'Edward, un autre Edward Musgrave, est un fervent partisan royaliste et se déclare en faveur du roi. En février 1645, les forces parlementaires assiègent Carlisle à proximité et assiègent également et finissent par s'emparer du château de Scaleby, causant des dégâts considérables. Edward récupère le château, mais au début de la Seconde Guerre civile anglaise en 1648, il reprend les armes au nom du roi. Cette fois, le château tombe immédiatement aux mains des forces parlementaires, qui y mettent le feu.
Edward est lourdement endetté et il vend donc le château après la guerre à Richard Gilpin, qui restaure la propriété vers 1800,. Elle reste entre les mains des Gilpin jusqu'à ce qu'elle tombe en ruine ; il est à nouveau restauré par Rowland Fawcett. En 1847, James Fawcett y réside,.
Aujourd'hui, le château est un bâtiment classé Grade I. C'est le siège d'Oliver Eden, 8e baron Henley.